# ورزشگاه ۳۰ ژوئن
ورزشگاه ۳۰ ژوئن (انگلیسی: 30 June Stadium) یک ورزشگاه است که در کشور مصر و در شهر قاهره قرار دارد. این ورزشگاه زمین خانگی تیم باشگاه فوتبال اهرام سبورت می‌باشد. همچنین این ورزشگاه یکی از میزبانان جام ملت‌های آفریقا ۲۰۱۹ بوده‌است.